# Retro Memory
Retro Memory (レトロメモリー?) è il settimo singolo del duo di musica elettronica giapponese Capsule, pubblicato il 4 febbraio 2004, sotto l'etichetta contemode.

## Tracce
1. Retro Memory (レトロメモリー?) - 3:22
2. Idol Fancy (Cook Coat-mix) - 3:08
3. Tokyo Invader House (東京インベーダーハウス?) - 3:30

## Curiosità
- La canzone Retro Memory è stata utilizzata per lo spot diretto da Yoshiyuki Momose Ouchi de Tabeyou, versione invernale.